# Céline Condé
Pour les articles homonymes, voir Condé.
Céline Condé, née le 22 décembre 1989 à Chambly, est une judokate et une pratiquante française de sambo. 
Aux Jeux européens de 2015, elle obtient la médaille de bronze en sambo dans la catégorie des moins de 68 kg.